# Пол Странд
Пол Странд (на английски: Paul Strand) е американски фотограф и режисьор.
Заедно с колегите си модернисти Алфред Стиглиц (Alfred Stieglitz) и Едуард Уестън (Edward Weston) спомагат за установяването на фотографията като изкуство през 20 век. Творбите му обхващат шест десетилетия и включват в себе си много жанрове и теми – от Северна и Южна Америка, Европа и Африка.

## Биографични данни
Пол Странд е роден на 16 октомври 1890 година в Ню Йорк в семейство на имигранти от Западна Чехословакия.
Първия си фотоапарат Пол получава от баща си още докато е на 12-годишна възраст. Две години по-късно започва да учи в Ethical Culture School, където негов учител става Люис Хайн (Lewis Hine). По това време той работи като фотограф по проект за фотографии на имигранти. Пол Странд е приет в курса му по фотография за напреднали. Хайн взима Пол и в галерията „Photo-Secession Gallery“ на Пето авеню, за да го запознае с работата на фотографите Алфред Стиглиц, Дейвид Хил, Джулия Камерън (Julia Cameron), Гертруд Касбер и Кларънс Уайт.
След завършването си през 1911 година Пол Странд става член на „Camera Club“ и започва да работи за застрахователна компания. Работи съвместно и с Алфред Щиглиц. През 1916 година фотографиите на Пол Странд се появяват в едно от известните за това време издания за фотография – „Camera Work“.
По време на Първата световна война Странд става член на медицинския корпус на армията. След войната си сътрудничи с Чарлс Шийлър (Charles Sheeler) за документалния филм „Манахата“ (Mannahatta) (1925 година). Странд продължава да работи като оператор на филми, като се заема и с филма „Вълната“ (The Wave) (1933 година).
В началото на Голямата депресия Странд става политически активен поддръжник на социалистите. Започва да работи за ляво ориентираната група „Group Theatre“, която е формирана в Ню Йорк през 1931 година от Харолд Клърман (Harold Clurman), Шерил Крауфорд (Sheril Crawfoard) и Лий Страсбърг (Lee Strasberg).
През 1932 година мексиканското правителство се обръща към Пол Странд с молбата да се заеме с департамента по филми и фотографии в Музея за изящни изкуства. През 1935 година Странд отива в Съветския съюз заедно с Харолд Клърман и Шерил Крауфорд. Там среща радикалния режисьор Сергей Айзенщайн. Когато Странд се връща в САЩ, започва да създава значими за обществото документални филми, като „The Plow that Broke the Plains“ (1936 година), филмът му за работническите съюзи в „Дълбокия юг“ (наименование на територията, обхващаща следните щати: Алабама, Джорджия, Луизиана, Арканзас, Мисисипи и Южна Каролина) „Хората от Къмберлендс“ (People of the Cumberlands) (1937 година) и „Родината“ (Native Land) (1942 година).
През 1936 година Странд съвместно с Беренис Абът създават „Лигата на фотографите“ (на английски: Photo League) в Ню Йорк. Нейната първоначална цел е да разпространява радикалната преса със снимки на дейността и политическите протести на работническия съюз. По-късно групата организира местни проекти, в които членовете се концентрират върху снимането на хора от работническата класа.
В края на 40-те години на 20 век „Лигата на фотографите“ е разследвана от Комитета за неамерикански дейности и организации (House of Un-American Activities Committee), заради радикалната си насоченост. Това разследване вкарва членовете на организацията в „черния списък“. Странд решава да напусне САЩ и заживява във Франция.
Пол Странд публикува серия от книги с фотографии, включващи:
- „Time in New England“ (1950),
- „France in Profile“ (1952),
- „Un Pease“ (1954),
- „Mexican Portfolio“ (1967),
- „Outer Hebrides of Scotland“ (1968) и
- „Ghana: An African Portrait“ (1976).

Музеят на модерното изкуство в Ню Йорк притежава пълен набор с произведенията на Странд.
Пол Странд умира на 31 март 1976 г.